# 長野県指定文化財一覧
長野県指定文化財一覧（ながのけんしていぶんかざいいちらん）は長野県指定の文化財や史跡等を一覧形式でまとめたものであるが、全てを網羅したものではない。
2024年3月11日現在

## 県宝

### 建造物
- 開善寺経蔵（長野市）
- 葛山落合神社境内諏訪社社殿（長野市）
- 旧ダニエル・ノルマン邸（長野市）
- 旧長野県師範学校教師館（長野市）
- 熊野出速雄神社本殿（皆神神社、長野市）
- 大英寺本堂及び表門（長野市）
- 長国寺開山堂（長野市）
- 真田信弘霊屋及び表門（長野市）
- 旧前島家住宅（長野市）
- 南方神社本殿（長野市）
- 林正寺本堂及び表門（長野市）
- 旧松本カトリック教会司祭館（松本市）
- 旧山辺学校校舎（松本市）
- 橋倉家住宅（松本市）
- 筑摩神社拝殿（松本市）
- 旧念来寺鐘楼　（松本市）
- 生島足島神社歌舞伎舞台（上田市）
- 生島足島神社摂社諏訪社本殿及び門（上田市）
- 生島足島神社本殿内殿（上田市）
- 上田城（上田市）
- 国分寺本堂（上田市）
- 西光寺阿弥陀堂（上田市）
- 旧倉沢家住宅主屋及び客座敷（上田市）
- 実相院宝篋印塔（上田市）
- 石造五輪塔（上田市）
- 文殊堂（上田市）
- 旧渡辺家住宅（岡谷市）
- 旧座光寺麻績学校校舎（飯田市）
- 白山社社殿（小諸市）
- 旧馬島家住宅（伊那市）
- 光前寺三重塔（駒ヶ根市）
- 旧小田切家住宅（須坂市）
- 若一王子神社三重塔（大町市）
- 若一王子神社観音堂及び宮殿（大町市）
- 霊松寺山門（大町市）
- 天正寺三重小塔（大町市）
- 小菅の護摩堂（飯山市）
- 小菅の講堂（飯山市）
- 小菅の仁王門（飯山市）
- 白岩観音堂（惣持院）（茅野市）
- 小野神社（塩尻市）
- 北熊井諏訪社本殿（塩尻市）
- 貞祥寺三重塔（佐久市）
- 貞祥寺惣門及び山門（佐久市）
- 井出家座敷（佐久市）
- 武水別神社摂社高良社本殿（千曲市）
- 旧和学校校舎（東御市）
- 石造龕（東御市）
- 法蔵寺山門（安曇野市）
- 光久寺薬師堂（安曇野市）
- 長光寺薬師堂及び宮殿（安曇野市）
- 真楽寺三重塔（北佐久郡御代田町）
- 旧芦田宿本陣土屋家住宅（北佐久郡立科町）
- 津金寺宝塔（北佐久郡立科町）
- 日吉神社本殿（小県郡青木村）
- 村松の石造宝篋印塔（小県郡青木村）
- 仏岩の石造宝篋印塔（小県郡長和町）
- 旧小野家住宅主屋及び土蔵（上伊那郡辰野町）
- 矢彦神社（上伊那郡辰野町）
- 旧新井家住宅（上伊那郡宮田村）
- 白髭神社本殿（下伊那郡高森町）
- 宮下家住宅主屋 （下伊那郡阿南町）
- 安布知神社本殿及び拝殿（下伊那郡阿智村）
- 山下家住宅（木曽郡木曽町）
- 藤原家住宅（木曽郡南木曽町）
- 旧御料局名古屋支庁妻籠出張所庁舎 附 アクロテリオン・棟飾り（木曽郡南木曽町）
- 園原家住宅主屋、馬屋,神殿（本殿上屋）、本殿（木曽郡南木曽町）
- 池口寺薬師堂（木曽郡大桑村）
- 光輪寺薬師堂（東筑摩郡朝日村）
- 大宮諏訪神社本殿（北安曇郡小谷村）
- 旧千國家住宅（北安曇郡小谷村）
- 旧格致学校校舎（埴科郡坂城町）
- 六地蔵石幢（上高井郡高山村）
- 高山寺三重塔（上水内郡小川村）
- 阿部家住宅（下水内郡栄村）

### 美術工芸品
- 伝川柳将軍塚古墳出土品（長野市）
- 清水寺木造薬師如来（長野市）
- 戸隠山顕光寺流記并序（長野市）
- 真田家文書（長野市）
- 銅製不動明王御正体（長野市）
- 木造金剛力士立像（長野市）
- 木造伝観音菩薩立像（長野市）
- 絹本著色阿弥陀聖衆来迎図（長野市）
- 絹本著色釈迦三尊像（長野市）
- 玉依比売命神社児玉石（長野市）
- 太刀 銘山浦環源清麿（長野市）
- 短刀 銘吉光（長野市）
- 刀 無銘（長野市）
- 短刀 銘正雄（長野市）
- 短刀 銘源清麿（長野市）
- 木造聖観音菩薩立像（長野市）
- 木造四天王立像 2躯（長野市）
- 木造地蔵菩薩立像（長野市）
- 木造不動明王立像（長野市）
- 銅造阿弥陀如来及び両脇侍立像（長野市）
- 須々岐水神社お船祭りのお船九艘（松本市）
- 弘法山古墳出土品（松本市）
- 放光寺木造十一面観音立像（松本市）
- 海岸寺木造千手観音立像（松本市）
- 牛伏寺木造奪衣婆坐像（松本市）
- 牛伏寺木造蔵王権現立像（松本市）
- 牛伏寺木造如意輪観音坐像（松本市）
- 桜ヶ丘古墳出土品（松本市）
- 絹本著色真言八祖像（松本市）
- 木造金剛力士像（松本市）
- 銅造伝薬師如来坐像御正体残闕（松本市）
- 銅造菩薩半跏像（松本市）
- 銅像阿弥陀如来及び両脇侍立像（松本市）
- 唐沢B遺跡出土品（上田市）
- 鳥羽山洞窟遺跡出土品（上田市）
- 木造阿弥陀如来坐像（上田市）
- 紙本墨書著色正保の信濃国絵図（上田市）
- 木造金剛力士立像（上田市）
- 刀 銘源清麿（上田市）
- 太刀  銘山浦寿昌作之（上田市）
- 刀 銘源清麿（上田市）
- 絹本著色綱敷天神像（上田市）
- 銅造阿弥陀如来及び両脇侍立像（上田市）
- 木造十一面観音菩薩立像（上田市）
- 木造阿弥陀如来坐像（岡谷市）
- 木造大日如来坐像 胎蔵界 1躯（岡谷市）
- 木造十一面観音立像（飯田市）
- 平沢文書（飯田市）
- 絹本著色菊慈童（飯田市）
- 文永寺梵鐘（飯田市）
- 妙前大塚3号墳出土眉庇付冑（飯田市）
- 木造大鑑禅師坐像（飯田市）
- 木造阿弥陀如来坐像（飯田市）
- 信濃国飯田城絵図（飯田市）
- 諏訪大社上社五重塔鉄製伏鉢残闕（諏訪市）
- 仏法紹隆寺普賢菩薩（諏訪市）
- 仏法紹隆寺不動明王（諏訪市）
- 紙本著色諏訪社遊楽図 六曲屏風（諏訪市）
- 絹本著色阿弥陀三尊来迎図（諏訪市）
- フネ古墳出土品（諏訪市）
- 絹本著色釈迦十六善神（諏訪市）
- 温泉寺梵鐘（諏訪市）
- 造阿弥陀如来及両脇侍立像（小諸市）
- 仲仙寺金剛力士像 2躯（伊那市）
- 桂泉院梵鐘（伊那市）
- 絹本著色地蔵十王図（駒ヶ根市）
- 絹本著色十二天像（駒ヶ根市）
- 鉦鼓（中野市）
- 高遠山古墳出土品（中野市）
- 木造観音菩薩立像（大町市）
- 銅造十一面観音坐像御正体残闕（大町市）
- 大黒町舞台（大町市）
- 山寺廃寺跡出土品（大町市）
- 山の神遺跡出土品（大町市）
- 板絵著色観音三十三身図（飯山市）
- 絹本著色両界曼荼羅図（飯山市）
- 桐竹鳳凰文透彫奥社脇立（飯山市）
- 太刀 銘天然子壽昌（飯山市）
- 木造伝聖徳太子立像（飯山市）
- 木造馬頭観音菩薩坐像（飯山市）
- 木造阿弥陀如来立像（飯山市）
- 魚形線刻画土器（飯山市）
- 紙本墨書守矢家文書（神長官守矢史料館所蔵）（茅野市）
- 小野神社銅造千手観音坐像御正体残闕（塩尻市）
- 柴宮銅鐸（塩尻市）
- 真正寺大日如来坐像（塩尻市）
- 菖蒲沢瓦塔（塩尻市）
- 緑釉水瓶（塩尻市）
- 木造阿弥陀如来及両脇侍立像（佐久市）
- 木造阿弥陀如来坐像（佐久市）
- 木造地蔵菩薩半跏倚像（佐久市）
- 版本大般若経（佐久市）
- 梵鐘（佐久市）
- 鋳銅箔鍍金花瓶（佐久市）
- 絹本著色愛染明王像 （佐久市）
- 木造金剛力士立像 （佐久市）
- 木造伝法燈国師坐像（佐久市）
- 大井法華堂文書（佐久市）
- 銅製釣燈籠（千曲市）
- 下茂内遺跡出土品（千曲市）
- 木造聖観音坐像（千曲市）
- 木造聖観音菩薩立像（千曲市）
- 動物装飾付釣手土器（千曲市）
- 長野県行政文書（千曲市）
- 木造十一面観音菩薩立像（千曲市）
- 木造千手観音坐像（千曲市）
- 木造千手観音立像（千曲市）
- 日向林Ｂ遺跡出土品（千曲市）
- 細形銅剣（千曲市）
- 大文字の旗（千曲市）
- 屋代遺跡群出土木簡（千曲市）
- 清水家文書（千曲市）
- 木造阿弥陀三尊像（東御市）
- 木造金剛力士立像 阿形像 吽形像（安曇野市）
- 木造聖観音立像（安曇野市）
- 木造日光菩薩立像・月光菩薩立像（安曇野市）
- 銅製鰐口（小県郡青木村）
- 慈雲寺梵鐘（諏訪郡下諏訪町）
- 縄文土器、水煙渦巻文深鉢（井戸尻考古館所蔵）（諏訪郡富士見町）
- 小野家文書（上伊那郡辰野町）
- 刀（上伊那郡辰野町）
- 銅製御正体（上伊那郡辰野町）
- 土偶（上伊那郡辰野町）
- 木造薬師如来坐像（上伊那郡辰野町）
- 木造薬師如来坐像 前立（上伊那郡辰野町）
- 木造観音菩薩立像・地蔵菩薩立像（上伊那郡箕輪町）
- 西岸寺規式「臨照山記録」（上伊那郡飯島町）
- 木造大覚禅師倚像（上伊那郡飯島町）
- 瑤林正玖住西岸寺京城諸山疏（上伊那郡飯島町）
- 銅製雲板（上伊那郡中川村）
- 中越遺跡出土品（上伊那郡宮田村）
- 木造阿弥陀如来坐像（下伊那郡松川町）
- 聖観音立像（下伊那郡高森町）
- 銅製鰐口（下伊那郡阿南町）
- 神坂峠祭祀遺跡出土品（下伊那郡阿智村）
- 千葉家文書（下伊那郡阿智村）
- 木造阿弥陀如来坐像（下伊那郡下條村）
- 紙本墨画淡彩隻履達磨図（下伊那郡下條村）
- 木造薬師如来坐像・阿弥陀如来坐像 附 木造光背台座残片（下伊那郡大鹿村）
- 木造阿弥陀如来坐像（木曽郡木曽町）
- 太刀 銘□恒（木曽郡木曽町）
- 絹本著色聖徳太子和朝先徳連座影像 附 絹本著色阿弥陀如来絵像（木曽郡上松町）
- 銅製鰐口（木曽郡大桑村）
- 絹本著色天心和尚像（木曽郡大桑村）
- 絹本著色貴山和尚像（木曽郡大桑村）
- 絹本著色木曽義元像（木曽郡大桑村）
- 絹本著色玉林和尚像（木曽郡大桑村）
- 絹本著色香林和尚像（木曽郡大桑村）
- 絹本著色補陀洛山聖境図（木曽郡大桑村）
- 木造日光菩薩立像・月光菩薩立像（東筑摩郡朝日村）
- 安坂将軍塚第1号古墳出土品（東筑摩郡筑北村）
- 木造阿弥陀如来坐像（東筑摩郡筑北村）
- 木造男神立像 3躯（東筑摩郡筑北村）
- 鉄造阿弥陀如来立像（東筑摩郡筑北村）
- 木造毘沙門天立像（北安曇郡池田町）
- 銅製御正体（北安曇郡白馬村）
- 銅造阿弥陀如来及両脇侍立像（北安曇郡小谷村）
- 石造釈迦如来坐像（埴科郡坂城町）
- 太刀 銘信濃国寿昌（埴科郡坂城町）
- 刀 銘山浦環正行（埴科郡坂城町）
- 木造薬師如来坐像（上高井郡小布施町）
- 祭り屋台（上高井郡小布施町）
- 木造阿弥陀如来坐像（下高井郡山ノ内町）
- 根塚遺跡出土品（下高井郡木島平村）
- 永正地蔵尊1基 附 五輪塔3基 板碑2基（上水内郡飯綱町）
- 下伊那出土の富本銭・和同開珎銀銭（複数地域 飯田市、下伊那郡高森町）
- 信州の特色ある縄文土器（複数地域 岡谷市、諏訪市、茅野市）

## 無形文化財及び認定者
- 日本本刀制作技術 宮入法廣（東御市）

## 民俗文化財

### 有形民俗文化財
- 小正月関係資料コレクション（長野市）
- 蚕糸資料コレクション（岡谷市）
- 西宮の歌舞伎舞台（東御市）
- 東町の歌舞伎舞台（東御市）
- 南相木村の山の神奉斎品（南佐久郡南相木村）
- 諏訪湖のまるた舟（諏訪郡下諏訪町）
- 信濃町の野鍛冶住宅（旧中村家）及び野鍛冶資料（上水内郡信濃町）

### 無形民俗文化財
- 芦ノ尻の道祖神祭り（長野市）
- 長谷及び越のドンドヤキ（長野市）
- 戸隠神社太々神楽（長野市）
- 犀川神社の杜煙火（長野市
- 島立堀米の裸祭り（松本市）
- 諏訪大社上社十五夜祭奉納相撲（諏訪市）
- 野辺の来迎念仏（須坂市）
- 須坂祇園祭（須坂市）
- 御影新田の道祖神祭り（小諸市）
- 流鏑馬の神事（大町市）
- 仁科神明宮作始め神事（大町市）
- 仁科神明宮の神楽（大町市）
- 小菅の柱松行事（飯山市）
- 五束の太々神楽（飯山市）
- 湯原神社式三番（佐久市）
- 穂高神社のお船祭りの習俗（安曇野市）
- 三郷の道祖神祭り（安曇野市）
- 親沢の人形三番叟（南佐久郡小海町）
- 原のおかたぶち（南佐久郡川上村）
- 草越の寒の水（北佐久郡御代田町）
- 大鹿歌舞伎（上伊那郡大鹿村）
- 大島山の獅子舞（下伊那郡高森町）
- 日吉の御鍬祭り（下伊那郡阿南町）
- 和合の念仏踊 （下伊那郡阿南町）
- 清内路村の手造り花火（下伊那郡阿智村）
- 泰阜村南山の榑木踊り（下伊那郡泰阜村）
- 駒ヶ岳神社の太々神楽（木曽郡上松町）
- 田立の花馬祭り（木曽郡南木曽町）
- 刈谷沢神明宮作始め神事（東筑摩郡筑北村）
- 大宮諏訪神社の狂拍子と奴踊り（北安曇郡小谷村）
- 式年薙鎌打ち神事 （北安曇郡小谷村）
- 箕作の道陸神祭り （下水内郡栄村）
- 諏訪大社御柱祭（複数地域 岡谷市、諏訪市、茅野市、諏訪郡下諏訪町、富士見町、原村）

## 史跡
- 佐久間象山宅跡（長野市）
- 菅間王塚古墳（長野市）
- 桑根井空塚（長野市）
- 牧ノ島城跡（長野市）
- 針塚古墳（松本市）
- 旧野麦街道（松本市）
- 小笠原氏城跡（松本市）
- 埴原牧跡（松本市）
- 戸石城跡（上田市）
- 真田氏館跡（上田市）
- 塩田城跡（上田市）
- 菅平唐沢岩陰遺跡（上田市）
- 馬背塚 上の坊第1号（飯田市）
- 松尾城跡（飯田市）
- 鈴岡城跡（飯田市）
- 代田山狐塚古墳（飯田市）
- 御猿堂古墳 上川路西第1号（飯田市）
- 南本城城跡（飯田市）
- 座工事の石川除跡（飯田市）
- 御射山遺跡（諏訪市）
- 井上氏城跡（須坂市）
- 八丁鎧塚（須坂市）
- 御影陣屋跡（小諸市）
- 御殿場遺跡（伊那市）
- 中野県庁（中野陣屋）跡（中野市）
- 七瀬双子塚古墳（中野市）
- 高遠山古墳（中野市）
- 栗林遺跡（中野市）
- 内堀館跡（中野市）
- 高梨氏城跡（中野市）
- 上原遺跡 （大町市）
- 千見城跡（大町市）
- 権現山堂屋敷跡（大町市）
- 恵端禅師旧跡正受庵（飯山市）
- 勘介山古墳（飯山市）
- 飯山城跡（飯山市）
- 諏訪大社上社前宮神殿跡（茅野市）
- 池ノ平御座岩遺跡（茅野市）
- 釜井庵（塩尻市）
- 三河田大塚古墳（佐久市）
- 五郎兵衛用水（佐久市）
- 伴野城跡（佐久市）
- 根井氏館跡（佐久市）
- 平賀氏城跡（佐久市）
- 大井城跡（佐久市）
- 岩尾城跡（佐久市）
- 北高禅師墓碑（佐久市）
- 武水別神社神主松田家館跡（千曲市）
- 中曽根親王塚古墳（東御市）
- 山浦真雄宅跡（東御市）
- 多田加助宅跡（安曇野市）
- 御代田一里塚（北佐久郡御代田町）
- 下諏訪青塚古墳（諏訪郡下諏訪町）
- 松島王墓古墳（上伊那郡箕輪町）
- 福与城跡（上伊那郡箕輪町）
- 上ノ平城跡（上伊那郡箕輪町）
- 伊那県庁（飯島陣屋）跡（上伊那郡飯島町）
- 中越遺跡（上伊那郡宮田村）
- 波合関（浪合口留番所）跡（下伊那郡阿智村）
- 木曽桟跡（木曽郡上松町）
- 妻籠城跡（木曽郡南木曽町）
- 麻績城跡（東筑摩郡麻績村）
- 武居城跡（東筑摩郡朝日村）
- 青柳氏城館跡（東筑摩郡筑北村）
- 福島正則屋敷跡（上高井郡高山村）
- 根塚遺跡（下高井郡木島平村）
- 霊仙寺跡（上水内郡信濃町）
- 戸隠神社信仰遺跡（複数地域 長野市、上水内郡小川村）
- 村上氏城館跡（複数地域 千曲市、埴科郡坂城町）
- 船山城跡（複数地域 上伊那郡中川村、下伊那郡松川町）
- 諏訪氏城跡（桑原城、上原城等）（複数地域 諏訪市、茅野市）

## 名勝
- 奥裾花峡谷（長野市）
- 久米路峡（長野市）
- 三本滝（松本市）
- 中田氏庭園（松本市）
- 山口家庭園（安曇野市）
- 御三甕の滝（南佐久郡南相木村）
- 田立の滝（木曽郡南木曽町）

## 天然記念物
- 新井のイチイ（長野市）
- 奥裾花自然園のモリアオガエル繁殖地（長野市）
- 象山のカシワ（長野市）
- 塚本のビャクシン（長野市）
- つつじ山のアカシデ（長野市）
- 戸隠神社奥社社叢（長野市）
- 豊岡のカツラ（長野市）
- 深谷沢の蜂の巣状風化岩（長野市）
- 真島のクワ（長野市）
- 日下野のスギ（長野市）
- 戸隠川下のシンシュウゾウ化石（長野市）
- 裏沢の絶滅セイウチ化石（長野市）
- 大口沢のアシカ科化石（長野市）
- 菅沼の絶滅セイウチ化石（長野市）
- 山穂刈のクジラ化石（長野市）
- 横川の大イチョウ（松本市）
- 大野田のフジキ（松本市）
- 八幡宮鞠子社のメグスリノキ（松本市）
- 梓川のモミ（松本市）
- 千手のイチョウ（松本市）
- 矢久のカヤ（松本市）
- 反町のマッコウクジラ全身骨格化石（松本市）
- シナノトド化石（松本市）
- 穴沢のクジラ化石（松本市）
- 小泉のシナノイルカ（上田市）
- 菅平のツキヌキソウ自生地（上田市）
- 長姫のエドヒガン（飯田市）
- 風越山のベニマンサクの自生地（飯田市）
- 立石の雄スギ雌スギ（飯田市）
- 三石の甌穴群（飯田市）
- モリアオガエルの繁殖地（飯田市）
- 山本のハナノキ（飯田市）
- 遠山川の埋没林と埋没樹（飯田市）
- 諏訪大社上社社叢（諏訪市）
- 高遠のコヒガンザクラ樹林（伊那市）
- 白沢のクリ（伊那市）
- 前平のサワラ（伊那市）
- 高烏谷神社社叢（駒ヶ根市）
- 若一王子神社社叢（大町市）
- 仁科神明宮の社叢（大町市）
- 居谷里湿原（大町市）
- 大町市のカワシンジュガイ生息地（大町市）
- 小菅神社のスギ並木（飯山市）
- 神戸のイチョウ（飯山市）
- 川のトチ（塩尻市）
- 王城のケヤキ（佐久市）
- 広川原の洞穴群（佐久市）
- 臼田トンネル産の古型マンモス化石（佐久市）
- 武水別神社社叢（千曲市）
- 宮ノ入のカヤ（東御市）
- 羽毛山・加沢産アケボノゾウ化石群（東御市）
- 山の神のサラサドウダン群落（南佐久郡小海町）
- 川上犬（南佐久郡川上村）
- 樋沢のヒメバラモミ（南佐久郡川上村）
- 海尻の姫小松（南佐久郡南牧村）
- 下新井のメグスリノキ（南佐久郡北相木村）
- 熊野皇大神社のシナノキ（北佐久郡軽井沢町）
- 長倉のハナヒョウタンボク群落（北佐久郡軽井沢町）
- 御代田のヒカリゴケ（北佐久郡御代田町）
- 笠取峠のマツ並木（北佐久郡立科町）
- 沓掛温泉の野生里芋（小県郡青木村）
- 原牛の臼歯化石（上伊那郡辰野町）
- 辰野のホタル発生地（上伊那郡辰野町）
- 木ノ下のケヤキ（上伊那郡箕輪町）
- 中曽根のエドヒガン（上伊那郡箕輪町）
- 南羽場のシラカシ（上伊那郡飯島町）
- 夜泣き松（上伊那郡大鹿村）
- 下市田のヒイラギ（下伊那郡高森町）
- 毛無山の球状花こう岩（下伊那郡喬木村）
- 妻籠のギンモクセイ（木曽郡南木曽町）
- 乳房イチョウ（東筑摩郡生坂村）
- 八方尾根高山植物帯（北安曇郡白馬村）
- 石原白山社のスギ（北安曇郡小谷村）
- 恐竜の足跡化石（北安曇郡小谷村）
- 一の瀬のシナノキ（下高井郡山ノ内町）
- 宇木のエドヒガン（下高井郡山ノ内町）
- 四十八池湿原（下高井郡山ノ内町）
- 田ノ原湿原（下高井郡山ノ内町）
- 原のシダレザクラ（上水内郡信濃町）
- 下北尾のオハツキイチョウ（上水内郡小川村）
- 地蔵久保のオオヤマザクラ（上水内郡飯綱町）
- 袖之山のシダレザクラ（上水内郡飯綱町）
- 大柳及び井上の枕状溶岩（複数地域 長野市、須坂市）
- 木曽馬（複数地域 木曽郡木曽町、上松町）
- 小泉・下塩尻及び南条の岩鼻（複数地域 上田市、埴科郡坂城町）
- 中央アルプス駒ヶ岳（複数地域 駒ヶ根市、上伊那郡宮田村）
- 矢彦・小野神社社叢（複数地域 塩尻市、上伊那郡辰野町）
- オオイチモンジ（全県）
- クモマツマキチョウ（全県）
- クモマベニヒカゲ（全県）
- コヒオドシ（全県）
- タカネキマダラセセリ（全県）
- タカネヒカゲ（全県）
- ブッポウソウ（全県）
- ベニヒカゲ（全県）
- ホンシュウモモンガ（全県）
- ホンドオコジョ（全県）
- ミヤマシロチョウ（全県）
- ミヤマモンキチョウ（全県）
- ヤツガシラ（全県）
- ヤリガタケシジミ（全県）